# Сюлейман Сабри паша
Сюлейман Сабри паша (на турски: Süleyman Sabri Pasha) е офицер от османската армия и генерал от турската армия.

## Биография
Роден е през 1873 г. в град Битоля, тогава в Османската империя. Взема участие в Гръцко-турската война Итало-турската война, Балканските войни, Първата световна война и Турската война за независимост.

## Трудове
- Van Tarihi ve Kürt Türkleri Hakkında İnceleme

## Медали
- Орден „Меджидие“, пети клас
- Медал за Битка срещу Гърция
- Медал „Лиякат“
- Медал „Галиполска звезда“
- Австро-унгарски медал „Франц Йозеф“, трети клас
- Медал на независимостта с червена лента